# Vulcano (banda)
Vulcano é uma banda de Death metal do Brasil, formada em 1981 em Santos.
Em 2016, foi eleita pelo jornal A Tribuna, de Santos, como a Maior Banda da História do Rock Santista, ficando a frente do Charlie Brown Jr. por 30 votos. Para chegar a essa conclusão, o jornal ouviu 50 pessoas, entre jornalistas, músicos, donos de casas de shows, críticos de música, fanzineiros, produtores, agitadores culturais, lojistas e políticos da cidade.

## História
Em 1981, Zhema, Paulo Magrão e Carli Cooper criaram a banda Vulcano. Seu primeiro registro foi entre 1982 e 83 com compacto duplo Om Pushne Namah, cantado em português e que marca a passagem de J. Piloni (bateria) pela banda. Os shows foram surgindo, mas a banda tinha que produzir seus próprios shows, desde a parte de espalhar os cartazes de divulgação até montar a própria estrutura para tocar. Em 1984, lançam a demo-tape Devil on My Roof.
As primeiras mudanças de formação começam a surgir e a banda ainda não tinha conseguido adentrar o cenário metal paulistano. O Vulcano despontava-se mais pelo interior do estado de São Paulo do que na capital, fato esse que levou a banda a gravar no ano de 1985 o Vulcano Live. Gravado no mês de agosto na cidade de Americana, sem qualquer tipo de mixagem, apresentava a banda com a formação: Zhema no baixo, Soto Junior na guitarra, Zé Flávio na guitarra base, Laudir Piloni na bateria e Angel nos vocais. E foi com essa formação que surgiu o segundo disco, Bloody Vengeance, em 1986.
Nos anos que se seguem a banda lança o Anthropophagy (1987) e o Who Are the True? (1988). 
O Vulcano lança em 1990 o Ratrace e resolvem dar uma parada para por as ideias em ordem. Neste período o Vulcano ainda fez alguns shows, mas nada de concreto, é nesta época que a gravadora Cogumelo Records resolve relançar em CD os discos da banda e assim o Vulcano retoma o seu caminho. 
A banda ainda participa no ano de 2000 de uma coletânea lançada pela gravadora com a música "Bloody Vengeance". Em dezembro de 2001 são pegos de surpresa com a morte de Soto Jr. (guitarra), vítima de pressão alta. 
Em 2003, o Vulcano grava um novo álbum intitulado Tales from the Black Book, com Zhema (baixo), Angel (vocal), Arthur (bateria), André (guitarra) e Passamani (guitarra) na formação. O trabalho acaba lançado somente em fevereiro de 2004 devido a problemas com a arte.
Em 2006, a banda lança duas canções inéditas em um split vinil com o Nifelheim da Suécia, chamado Thunder Metal, com as faixas "The Evil Always Return" e "Suffered Souls".
Em 2009, sai mais um álbum: Five Skulls and One Chalice. No ano seguinte, Angel deixa a banda novamente. Para seu lugar é recrutado Luiz Carlos Louzada (Hierarchical Punishment/Chemical Disaster) que participa ativamente da primeira turnê da banda na Europa, a chamada Bloody Vengeance in Europe Tour 2010, que passou por 14 países e fez 18 shows.
Para 2011, a banda convida Arthur Von Barbarian para reassumir as baquetas e gravar o próximo disco da banda, Drowning in Blood, lançado no segundo semestre de 2011. Nesse mesmo ano a banda se prepara para retornar ao Velho Continente.
Em 2013, a banda lança mais um trabalho denominado The Man, the Key, the Beast, e então inicia uma turnê como um quarteto, formado por: Luiz Carlos Louzada (vocais), Zhema Rodero (guitarras), Ivan Pellicciotti (baixo) e Arthur Von Barbarian (bateria).
Em 2014, a banda lançou seu último registro de estúdio chamado Wholly Wicked e um álbum ao vivo gravado na capital sueca, Live II - Stockholm Stormed.
Em 2016 é lançado "Os Portais Do Inferno Se Abrem: A história do Vulcano", documentário produzido por Rodiney Assunção e Wladimyr Cruz. Em 2020, o documentário foi disponibilizado no Youtube.
Em 16 de novembro de 2021, a banda lançou clipe do single “Ship of the Dead”.
Em 2022, a banda lança Stone Orange, 19° trabalho na carreira, pelo selo dinamarquês Emanzipation Productions.
Em 2023, a banda confirmou no Mass Destruction Metal Fest VI, que acontece na Geórgia (EUA) em dezembro.

## Integrantes
Formação atual
- Zhema  Rodero — guitarra (1987 - 1990, 2004-presente), baixo (1981 - 1986)
- Arthur Von Barbarian  — bateria (1987-2004, 2010- presente)
- Luiz Carlos Louzada  — vocal (1997 - 1999, 2010-presente)
- Carlos Diaz — baixo  (2006 - 2013, 2016-presente)
- Gerson Fajardo — Guitarra (2016-Presente)

Antigos membros